# Eclissi solare del 29 maggio 1919
L'eclissi solare del 29 maggio 1919 è un evento astronomico che ha avuto luogo il suddetto giorno attorno alle ore 13:08 UTC.
Con la durata di 6 minuti e 51 secondi, è stata l'eclissi solare più lunga dall'eclissi solare del 27 maggio 1416. Un'eclissi solare totale più lunga si è verificata l'8 giugno 1937. Nel 1919 è avvenuta un'altra eclissi anulare, il 22 novembre.

## Percorso e visibilità
L'evento era visibile in gran parte del Sud America e dell'Africa nella sua fase parziale. La totalità si è verificata attraverso uno stretto sentiero nel Perù sud-orientale, Cile settentrionale, Bolivia centrale e in Brasile poco tempo dopo l'alba locale; in seguito ha attraversato l'oceano Atlantico e l'Africa centro-meridionale coprendo la Liberia meridionale, l'Africa occidentale francese meridionale (la parte ora appartenente alla Costa d'Avorio), la punta sud-occidentale della Costa d'Oro (ora Ghana), l'Isola Príncipe prima colonia portoghese di São Tomé e Príncipe, Guinea meridionale spagnola (ora Guinea Equatoriale), Africa equatoriale francese (le parti ora appartenenti a Gabon e Repubblica Democratica del Congo, tra cui Libreville), Congo belga (ora Repubblica Democratica del Congo), Rhodesia settentrionale nord-orientale (ora Zambia), punta settentrionale del Nyasaland (ora Malawi), Africa orientale tedesca (ora appartenente alla Tanzania) e Mozambico portoghese nord-orientale (ora Mozambico). L'eclissi è terminata al tramonto locale nell'Africa orientale. 

## Osservazioni a fini scientifici
La previsione di Albert Einstein della flessione della luce dovuta alla gravità del Sole, uno dei punti cardine della teoria generale della relatività, può essere verificata durante un'eclissi solare, quando le stelle con posizione apparente vicine al Sole risultano visibili. A seguito di un tentativo fallito di convalidare questa previsione durante l'eclissi solare dell'8 giugno 1918, furono effettuate due spedizioni per misurare le posizioni delle stelle durante questa eclissi, il cosiddetto esperimento di Eddington. La prima fu guidata da Sir Frank Watson Dyson e Sir Arthur Eddington sull'isola di Príncipe (al largo della costa occidentale dell'Africa), la seconda da Andrew Claude de la Cherois Crommelin e Charles Rundle Davidson a Sobral, in Brasile. Le stelle osservate da entrambe le spedizioni erano nella costellazione del Toro.